# Dicamptus zoracius
Dicamptus zoracius är en stekelart som beskrevs av Ian D. Gauld och Mitchell 1981. Dicamptus zoracius ingår i släktet Dicamptus och familjen brokparasitsteklar. Inga underarter finns listade i Catalogue of Life.